# Song of Love

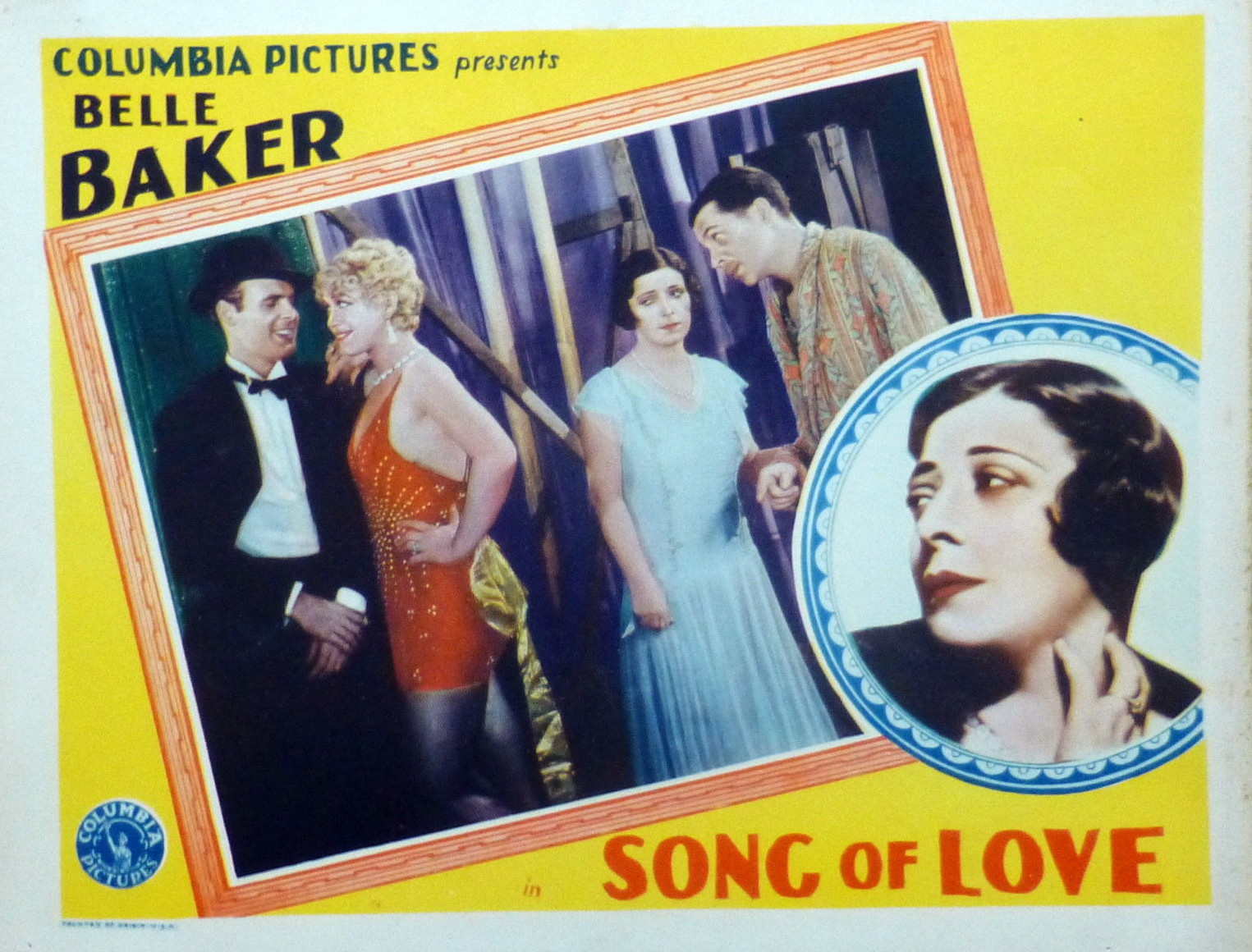
Carte promotionnelle du film.

Song of Love est un film américain pré-Code réalisé par Erle C. Kenton et sorti en 1929. Le film marque les débuts de Belle Baker au cinéma et contient des chansons, mais a aussi été diffusé en version muette.

## Fiche technique
- Réalisation : Erle C. Kenton
- Scénario : Howard J. Green, Dorothy Howell, Henry McCarty et Norman Houston
- Producteur : Edward Small
- Montage : Gene Havlick
- Production : Columbia Pictures
- Durée : 76 minutes
- Date de sortie : 
  - États-Unis : 13 novembre 1929

## Distribution
- Belle Baker : Anna Gibson
- Ralph Graves : Tom Gibson
- Eve Arden : Maisie LeRoy (creditée Eunice Quedens)
- Arthur Housman : Joe Sweeney, Acrobate
- Charles C. Wilson : le voyageur de commerce
- Maurice Black : Tony Giuseppe (non crédité)
- Dannie Mac Grant : Little Boy (non crédité)
- Douglas Greer : Freckle-Faced Boy (non crédité)
- William Irving : Stage Manager (non crédité)
- Eddie Kane : Max Goldman (non crédité)
- Kane Richmond : le patron du nightclub

## Chansons du film
Les chansons sont interprétées par Belle Baker
- I am somebody's baby now
- I am walking with the moonbeams, Talking to the stars
- Atlas is Itless
- I'll still go on wanting you
- Take everything but you
- White Way Blues